# اوینگ
اوینگ (به آلمانی: Eving) یک منطقهٔ مسکونی در آلمان است که در Eving (distict) واقع شده‌است. اوینگ ۲۰٬۰۰۰ نفر جمعیت دارد.